# Малибай (Єнбекшиказахський район)
Малиба́й (каз. Малыбай) — село у складі Єнбекшиказахського району Алматинської області Казахстану. Адміністративний центр та єдиний населений пункт Малибайського сільського округу.
Населення — 4411 осіб (2021; 5198 у 2009, 3948 у 1999, 3733 у 1989).